# Мелеєштій-Ной
Мелеєштій-Ной (рум. Mălăieștii Noi) — село у Кріуленському районі Молдови. Входить до складу комуни, адміністративним центром якої є село Белебенешть.

## Населення
За даними перепису населення 2004 року у селі проживали 1011 осіб.
Національний склад населення села:
| Національність       | Кількість осіб | Відсоток   |
| -------------------- | -------------- | ---------- |
| молдавани румуни     | 1005 2         | 99,4% 0,2% |
| українці             | 2              | 0,2%       |
| росіяни              | 1              | 0,1%       |
| інша / без відповіді | 1              | 0,1%       |
| Всього               | 1011           | 100%       |